# Робокастинг
Робокастинг (англ. Robocasting, в англоязычных источниках используется также термин англ. Direct Ink Writing, DIW) — аддитивная технология, осуществляющая послойную 3D-печать объекта путём экструзии «чернил» через формующее отверстие головки 3D-принтера. Технология была впервые применена в США в 1996 году для изготовления геометрически сложных керамических предметов. 3D-объекты, изготавливаемые при помощи САПР, в робокастинге делятся на слои таким же образом, как и в других технологиях 3D-печати. Жидкость (обычно керамический шлам), по аналогии с технологиями обычной печати именуемая «чернила», поступает через сопло небольшого диаметра, которое перемещается в соответствии с цифровой моделью САПР. «Чернила» выходят из сопла в жидком состоянии, но сразу же принимают нужную форму благодаря псевдопластичности. Этим робокастинг отличается от моделирования методом наплавления, поскольку для него не требуется затвердевания или сушки «чернил», они сразу принимают нужную форму.

## Технология
Использование технологии робокастинга начинается с создания файла формата STL с расчётом размеров диаметра формующего отверстия. Первую часть изделия, изготавливаемого путём робокастинга, получают путём экструзии нитей «чернил» в первый слой. Далее рабочая площадь смещается вниз либо формующее отверстие поднимается вверх и следующий слой наносится в требуемом месте. Это повторяется до тех пор, пока изделие не будет завершено. При использовании механизмов с числовым программным управлением, как правило, перемещения формующего отверстия регулируются прикладным программным обеспечением, разработанным CAM. Шаговые двигатели и серводвигатели обычно используются для перемещения формующего отверстия с точностью до нанометров.
После изготовления изделия методом робокастинга обычно применяется сушка и другие способы для придания изделию требуемых механических свойств.
В зависимости от состава «чернил», скорости печати и условий окружающей среды, робокастинг как правило, позволяет изготавливать конструкции значительной длины (во много раз превышающей диаметр формующего отверстия) и при этом не поддерживаемые снизу. Это позволяет достаточно легко изготавливать 3D-конструкции достаточно сложной формы, что невозможно при использовании других аддитивных технологий, что является чрезвычайно перспективным для производства фотонных кристаллов, костных трансплантатов, фильтров и т. д. Робокастинг позволяет осуществлять печать изделий любой формы и в любом положении.

## Применение
Робокастинг позволяет изготавливать неплотные керамические изделия, которые нуждаются в обжиге перед дальнейшим использованием (по аналогии с керамическим горшком из мокрой глины), изделия самых разнообразных геометрических форм и размеров, вплоть до микромасштабных «строительных лесов». На сегодняшний день робокастинг наиболее востребован в производстве биологически совместимых материалов для искусственных органов: путём 3D-сканирования можно определить точную форму требуемой ткани или органа, разработать её цифровую 3D-модель и распечатать, например, из фосфата кальция или гидроксиапатита. Другие потенциальные области применения робокастинга включают производство объектов со сложной структурой поверхности как например, многослойные катализаторы или электролитические топливные элементы.
Робокастинг также может использоваться для нанесения полимерных и гелевых чернил при диаметрах формующих отверстий <2 мкм, что невозможно в случае керамических чернил.